# Herbstmühle

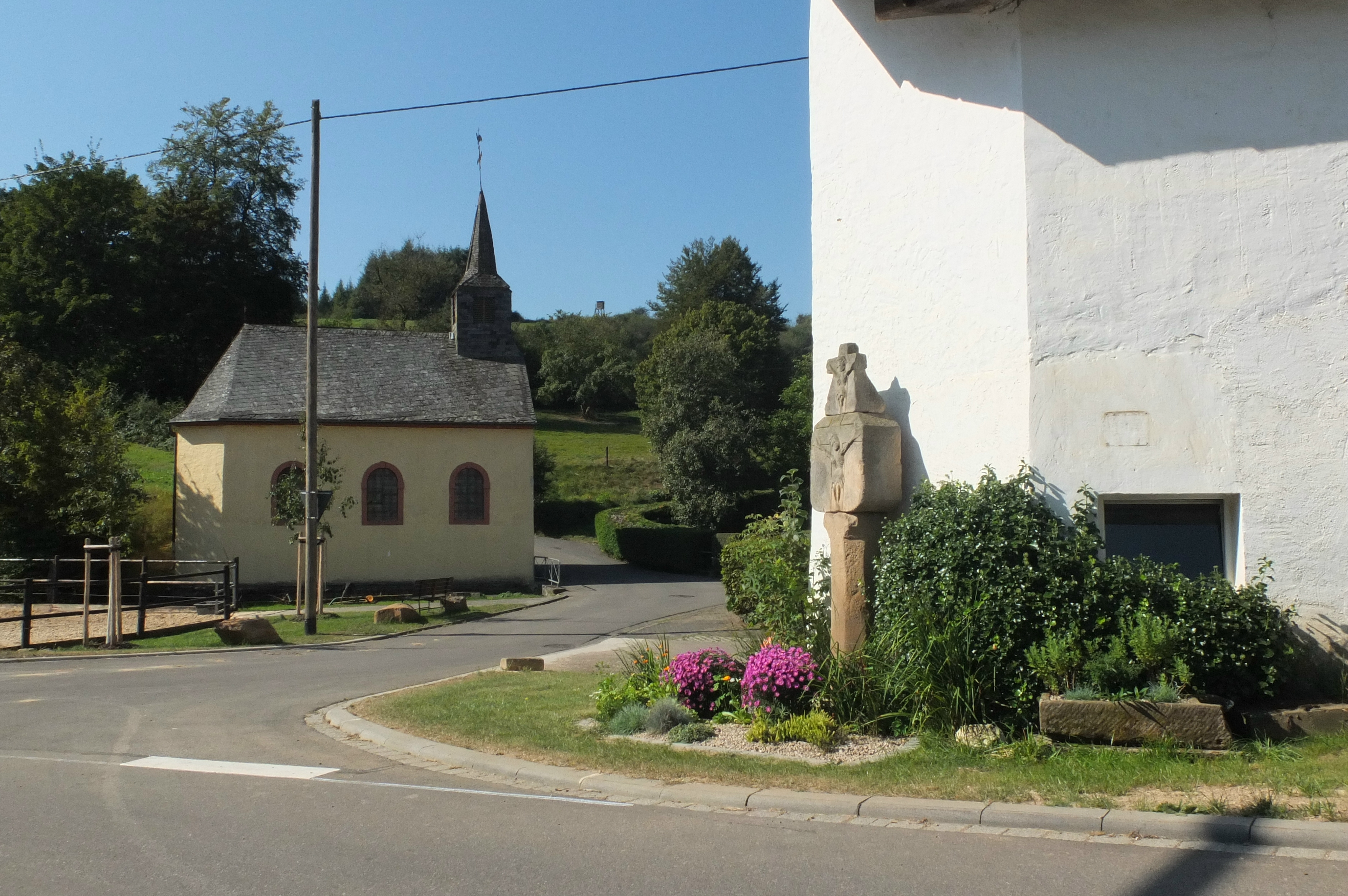
Antoniuskirche und Wegekreuz

Herbstmühle ist eine Ortsgemeinde im Eifelkreis Bitburg-Prüm in Rheinland-Pfalz. Sie gehört der Verbandsgemeinde Südeifel an.

## Geographie
Herbstmühle liegt in der Eifel am Oberlauf des Gaybachs im Gaybachtal.
Nachbarorte sind Karlshausen im Norden, Hütten im Nordosten, Koxhausen im Südosten, Berscheid im Süden, Rodershausen im Südwesten und Scheitenkorb im Nordwesten.

## Geschichte
Der Ortsname lautete 1480 Heirbertzmüllen, 1539 Herbertz Mollen und 1574 Herbratzmühlen, was darauf schließen lässt, dass die Ansiedlung mit Mühle eines Herbert im Zusammenhang steht.
Bis zum Ende des 18. Jahrhunderts gehörte der Ort zur Meierei Karlshausen in der luxemburgischen Grafschaft Vianden.
Mit der Annexion der Österreichischen Niederlande, zu denen Luxemburg und damit Herbstmühle gehörte, durch französische Revolutionstruppen gehörte der Ort von 1795 bis 1814 zum französischen Wälderdepartement. Unter der französischen Verwaltung gehörte der Ort zur Mairie Koxhausen, die 1815/16 eine preußische Bürgermeisterei wurde. Bereits in der Karte von Jean Joseph Tranchot (Tranchot-Karte, 1818) sind die Gehöfte von Herbstmühle eingetragen. Nach dem Ersten Weltkrieg zeitweise französisch besetzt, ist der Ort seit 1946 Teil des damals neu gebildeten Landes Rheinland-Pfalz.
Statistik zur Einwohnerentwicklung
Die Entwicklung der Einwohnerzahl von Herbstmühle, die Werte von 1871 bis 1987 beruhen auf Volkszählungen:
| Jahr | Einwohner |
| ---- | --------- |
| 1815 | 43        |
| 1835 | 60        |
| 1871 | 65        |
| 1905 | 52        |
| 1939 | 55        |
| 1950 | 59        |
| 1961 | 50        |

| Jahr | Einwohner |
| ---- | --------- |
| 1970 | 43        |
| 1987 | 38        |
| 2005 | 33        |
| 2011 | 25        |
| 2017 | 18        |
| 2023 | 15        |

## Politik

### Gemeinderat
Der Gemeinderat in Herbstmühle besteht aus sechs Ratsmitgliedern, die bei der Kommunalwahl am 9. Juni 2024 in einer Mehrheitswahl gewählt wurden, und dem ehrenamtlichen Ortsbürgermeister als Vorsitzendem.

### Bürgermeister
Bruno Schoos ist seit 1994 Ortsbürgermeister von Herbstmühle.

## Sehenswürdigkeiten

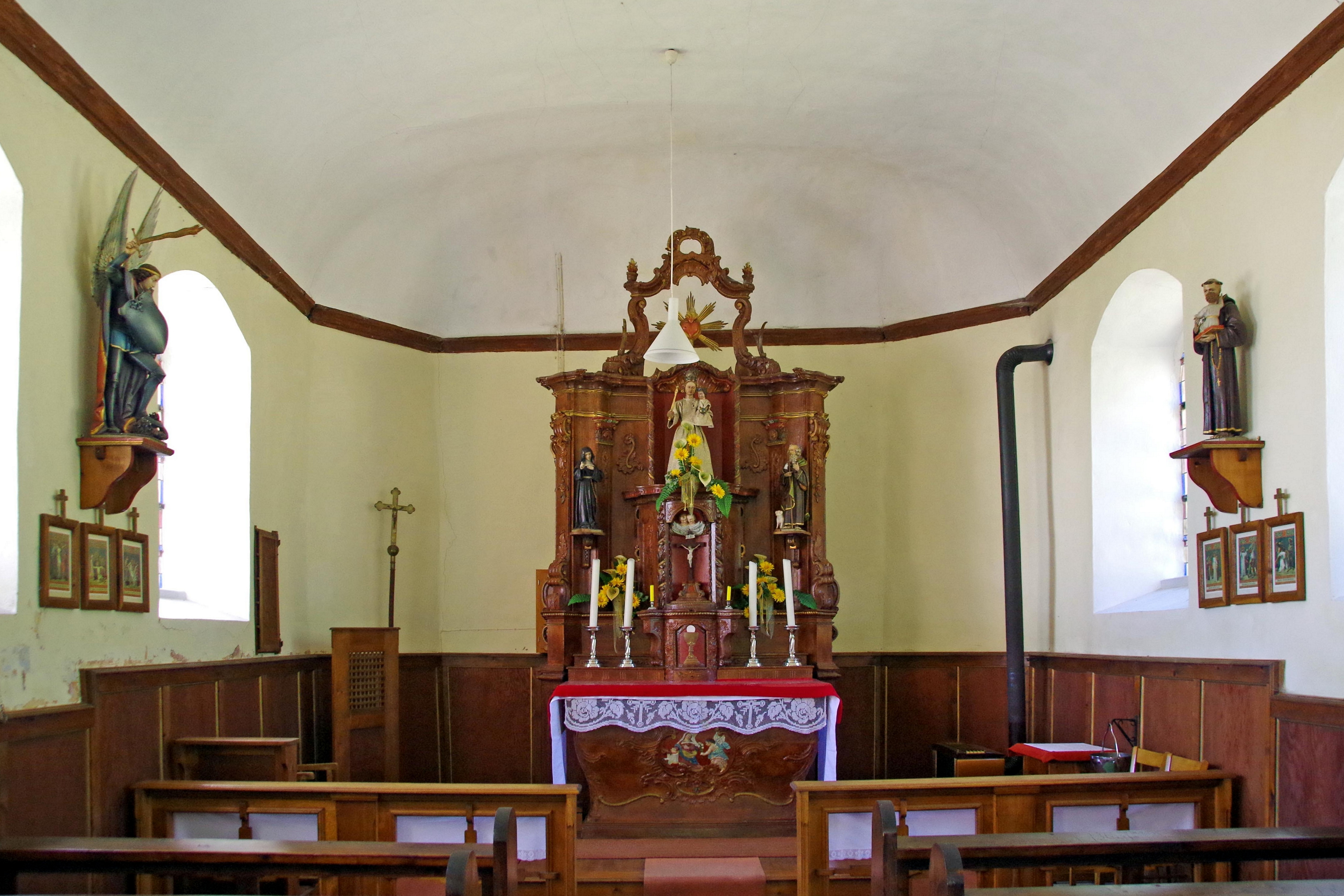
St. Antonius, Innenraum
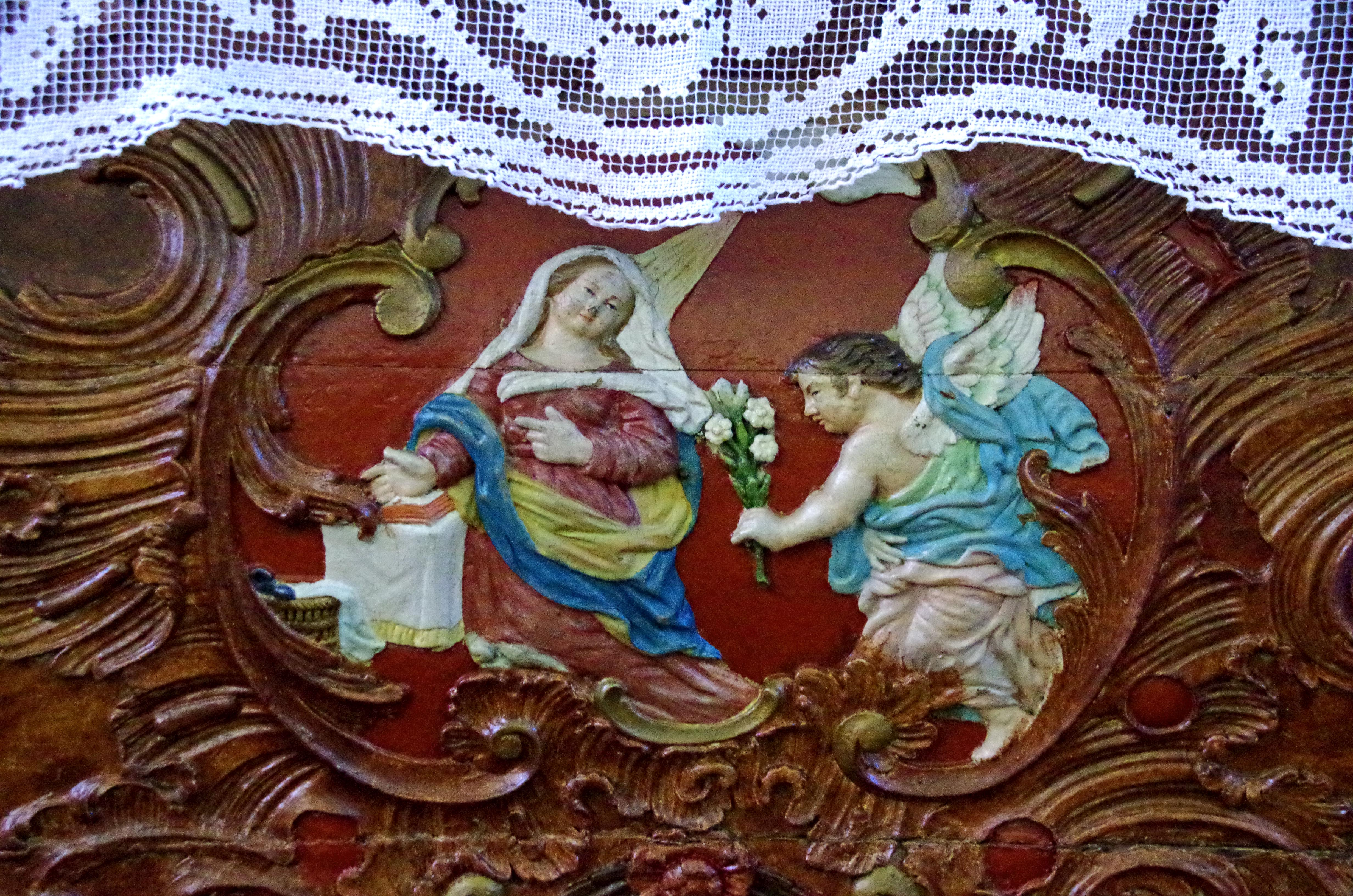
Altardetail
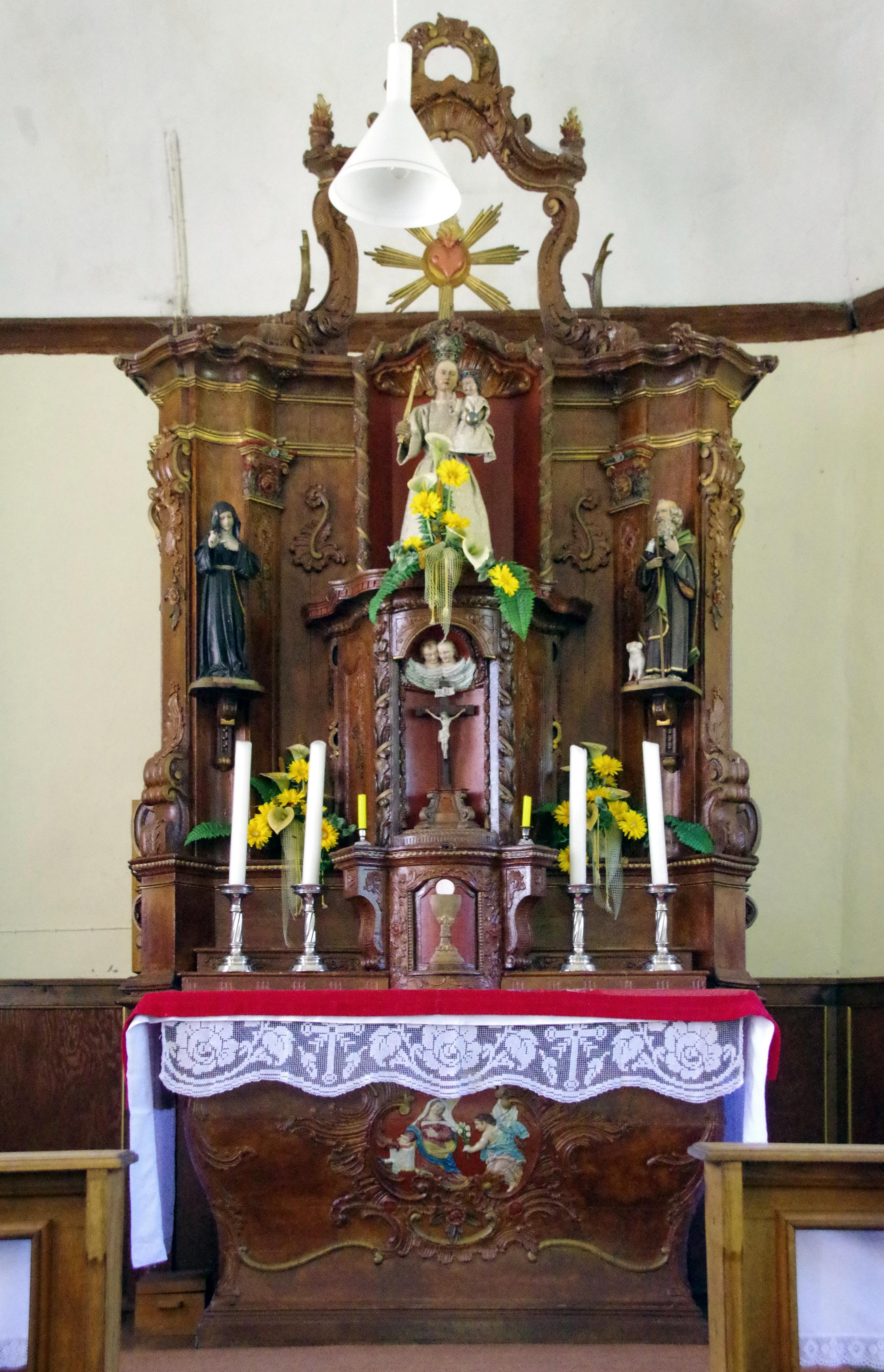
Barocker Hochaltar
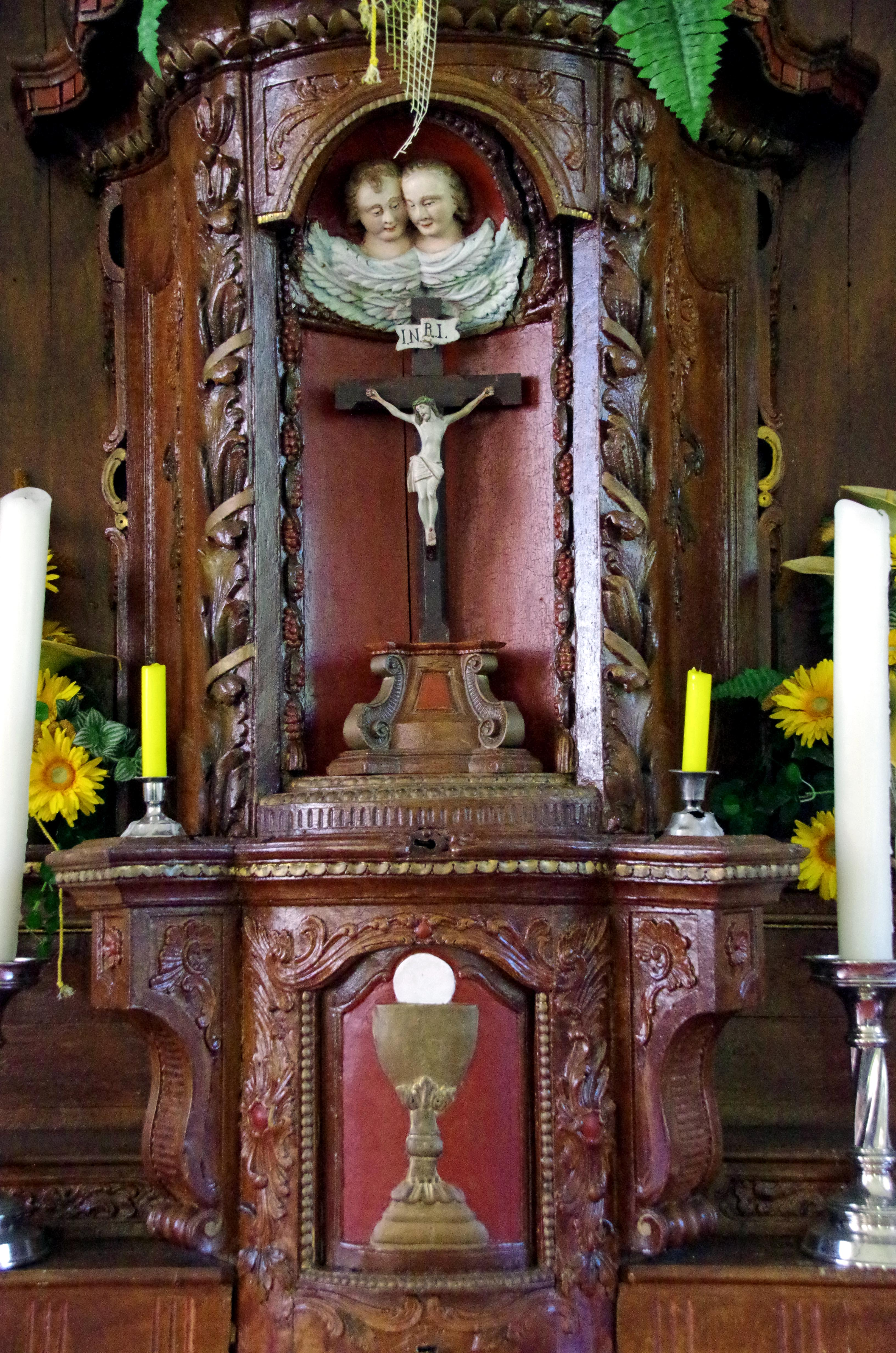
Tabernakel
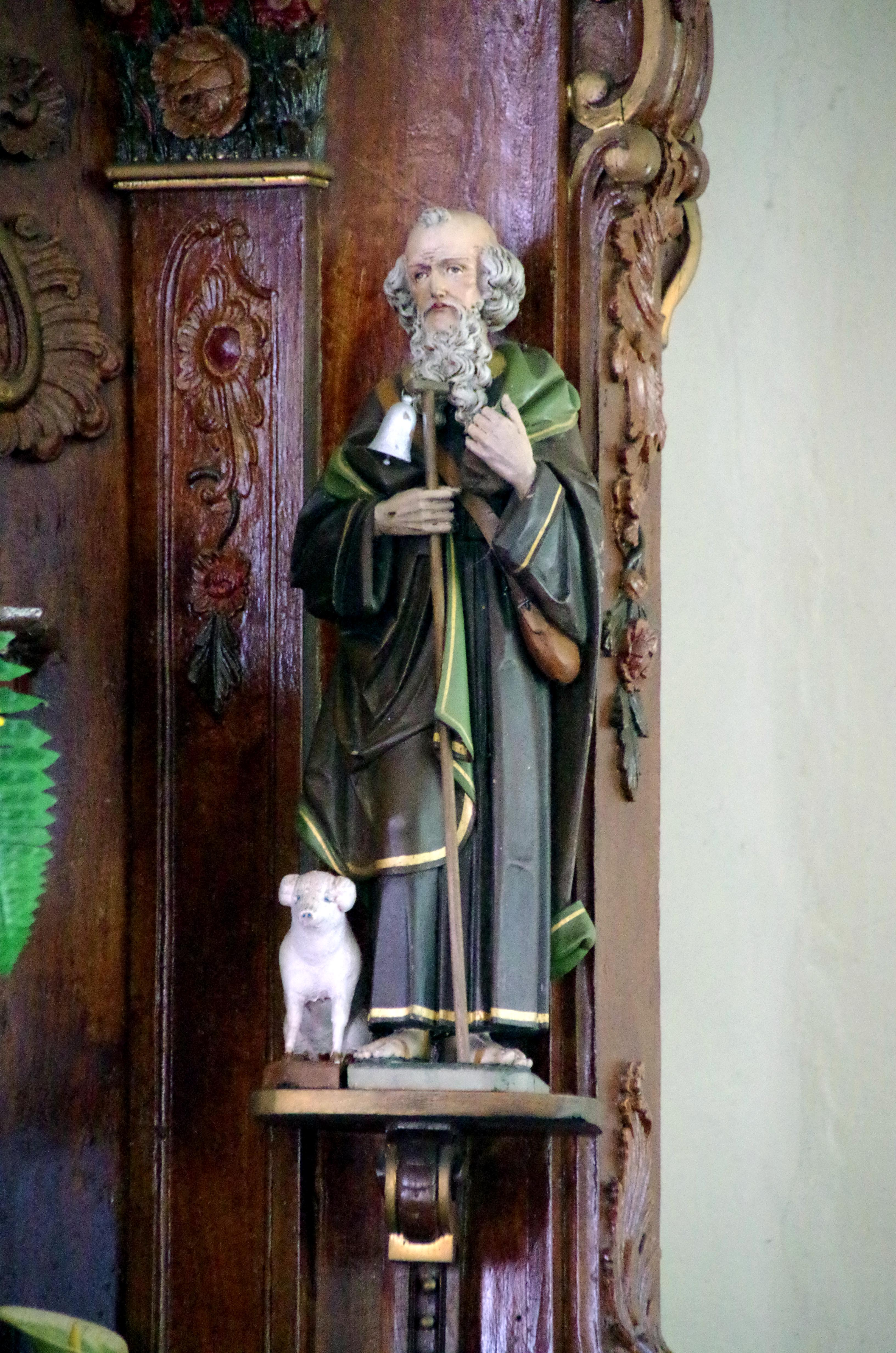
St. Antonius-Statue

Spätbarocke Antoniuskapelle (1821)
- Nischenkreuz

Siehe auch: Liste der Kulturdenkmäler in Herbstmühle

## Verkehr
Die Gemeinde liegt an der Kreisstraße K 50, von der im Ort die K 51 abzweigt.